# Meadow Valley (Kalifornija)
Meadow Valley je naseljeno područje za statističke svrhe u američkoj saveznoj državi Kalifornija. Prema popisu stanovništva iz 2010. u njemu je živjelo 464 stanovnika.